# 山西都指挥使司
山西都指挥使司，明朝十六个都指挥使司之一。
洪武二年（1369年）四月置山西等处行中书省，洪武三年（1370年）十二月置太原都卫，治太原府。洪武八年（1375年）十月改太原都卫为山西都指挥使司。洪武九年（1376年）六月改山西行中书省为山西承宣布政使司。山西都指挥使司属于后军都督府。

## 下辖卫所
太原左卫、太原右卫、太原前卫、振武卫、平阳卫、镇西卫、潞州卫、蒲州千户所、广昌千户所、沁州千户所、宁化千户所、雁门千户所
后来改制：
- 太原左卫、太原右卫、太原前卫、振武卫、平阳卫、镇西卫、潞州卫、汾州卫（后设）、沈阳中护卫（后设）、沁州千户所、宁化千户所、雁门千户所、保德州千户所
- 已下添设：偏头关千户所、磁州千户所、宁武千户所、八角千户所、老营堡千户所（嘉靖十七年添设）、晋府仪卫司、瀋府仪卫司、代府仪卫司、晋府群牧所、瀋府群牧所、代府群牧所
- 原有太原三护卫，后革
- 蒲州千户所，改属直隶
- 广昌千户所，改属万全都司